# Sångklubben
Sångklubben (engelska: Military Wives) är en brittisk dramakomedi från 2019. Filmen är regisserad av Peter Cattaneo. Rosanne Flynn och Rachel Tunnard har svarat för filmens manus.
Filmen hade sin världspremiär på Toronto International Film Festival den 6 September 2019. Den svenska premiären är planerad till den 10 april 2020.

## Handling
Sångklubben handlar om Kate och Lisa som startar en sångkör i syfte att stärka moralen på en brittisk militärbas. De får snart en medial uppmärksamhet som de inte räknade med.

## Rollista (i urval)
- Kristin Scott Thomas - Kate
- Sharon Horgan - Lisa
- Jason Flemyng
- Greg Wise
- Emma Lowndes - Annie
- Gaby French - Jess
- Lara Rossi - Ruby
- Amy James-Kelly - Sarah
- India Ria Amarteifio - Frankie